# Broken Social Scene

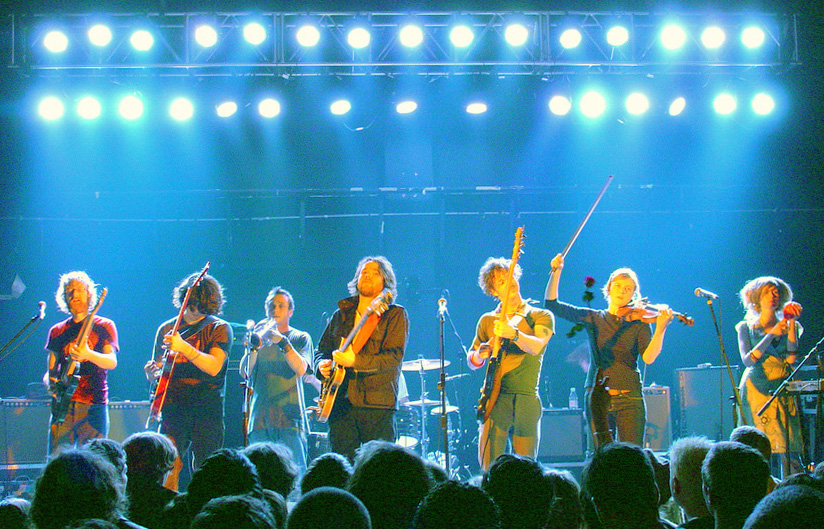
Broken Social Scene in 2006

Broken Social Scene is een Canadese indierockband die afkomstig is uit Toronto. De groep telt in zijn volledige bezetting zeventien leden die afkomstig zijn uit verschillende andere bands.

## Biografie
In 2001 brachten Kevin Drew en Brendan Canning het debuutalbum van de groep uit, Feel Good Lost. Hierna beslisten ze om bevriende muzikanten uit Toronto mee te laten spelen om meer karakter in hun muziek te krijgen. Uit deze samenwerking bestond het album You Forgot It in People. In 2005 brachten ze hun tweede album uit, Broken Social Scene. In 2010 verscheen Forgiveness Rock Record.

## Leden
- Brendan Canning
- Kevin Drew
- Justin Peroff
- Charles Spearin
- Andrew Whiteman
- Jason Collett
- David Newfield
- Leslie Feist
- Emily Haines, James Shaw (Metric)
- Evan Cranley, Amy Millan, Torquil Campbell (Stars)
- Ohad Benchetrit
- Martin Davis Kinack
- Jo-Ann Goldsmith
- John Crossingham
- Lisa Lobsinger
- Julie Penner

## Discografie
- Feel Good Lost (2001)
- You Forgot It in People (2002)
- Broken Social Scene (2005)
- Forgiveness Rock Record (2010)
- Hug of Thunder (2017)